# تویوتا مارک ایکس زدآی‌او
تویوتا مارک ایکس زدآی۰ (Toyota Mark X ZiO) خودرویی است که از سال ۲۰۰۷ تا کنون تولید شده‌است. طراحی آن موتور جلو، خودرو محور جلو، خودرو چهار چرخ محرک بوده طول آن در حالت طبیعی ۴٬۷۰۵ میلیمتر (۱۸۵ اینچ)، عرض آن در حالت طبیعی ۱٬۷۸۵ میلیمتر (۷۰ اینچ) و ارتفاع آن در حالت طبیعی ۱٬۵۵۰ میلیمتر (۶۱ اینچ) و وزن آن در حالت طبیعی ۱٬۶۶۰ کیلوگرم (۳٬۶۶۰ پوند) است. سیستم جعبه‌دندهٔ آن ۶ دنده به صورت خودکار است.